# AliExpress
AliExpress es una plataforma de ventas on-line fundada en el año 2010 por pequeñas empresas de China y de otros lugares que ofrece productos para compradores internacionales.   
Al igual que eBay o algunos productos de El Corte Inglés, los vendedores de Aliexpress pueden ser empresas o particulares. Aliexpress empezó siendo diferente de Amazon, porque actuaba como una plataforma de comercio electrónico y no vendía los productos directamente a los consumidores, actuando como un portal de compra y venta de empresa a empresa. Desde entonces, se ha expandido a los servicios de venta a consumidores, de consumidor a consumidor, de computación en la nube y de medios de pago.
En 2017, AliExpress dejó de tener sede en España. Al ser solo una plataforma de comunicación entre vendedores y compradores no ofrece garantías propias. Acumula varias denuncias por incumplimientos en plazos de entrega y precios ya que hay que sumar las tasas de aduanas.
AliExpress ofrece numerosas ofertas en buenas marcas también presentes en Amazon. Esta empresa se extiende principalmente en Asia oriental, sobre todo en China. El el día de los solteros 11/11 hay ofertas especiales durante todo el día a unos precios más bajos ya de lo habitual.
Durante el 11/11 del 2020 AliExpress consiguió vender más de 74 000 millones de dólares, teniendo su pico más alto al registrar 583 000 pedidos por segundo.

## Situación en México
A partir de 2025, con la entrada en vigor de la nueva miscelánea fiscal de la Ley de Ingresos, derivada del Paquete Económico del Gobierno de México, se comenzaron a cobrar cuotas de importación y a gravar el IVA, a toda la mercancía proveniente de China desde las diversas plataformas de comercio electrónico entre las que figuran las pertenecientes al grupo Alibaba.